# Rotação de Wick
rotação de Wick, em física, nome devido a Gian Carlo Wick, é um método de encontrar uma solução para um problema em um espaço de Minkowski de uma solução a um problema relacionado em espaço euclidiano, por extensão analítica. Essa transformação também é usada para encontrar soluções para problemas de mecânica quântica e outras áreas.